# 杨斌 (1966年)
杨斌（1966年9月—），彝族，云南丘北人，中国共产党党员。中华人民共和国政治人物、第十三届全国人民代表大会云南省代表。中国共产党第二十届中央候补委员。

## 生平
2017年，杨斌接替因涉嫌严重违纪接受组织审查的侯新华出任新任楚雄彝族自治州党委书记，直到2022年卸任，同年1月，升任云南省人民政府副省长。2023年12月，担任中共云南省委常委、曲靖市委书记。2024年1月，不再兼任云南省人民政府副省长。
2018年，杨斌被选为云南省出席第十三届全国人民代表大会代表，任期5年。